# Ernst Ziehm

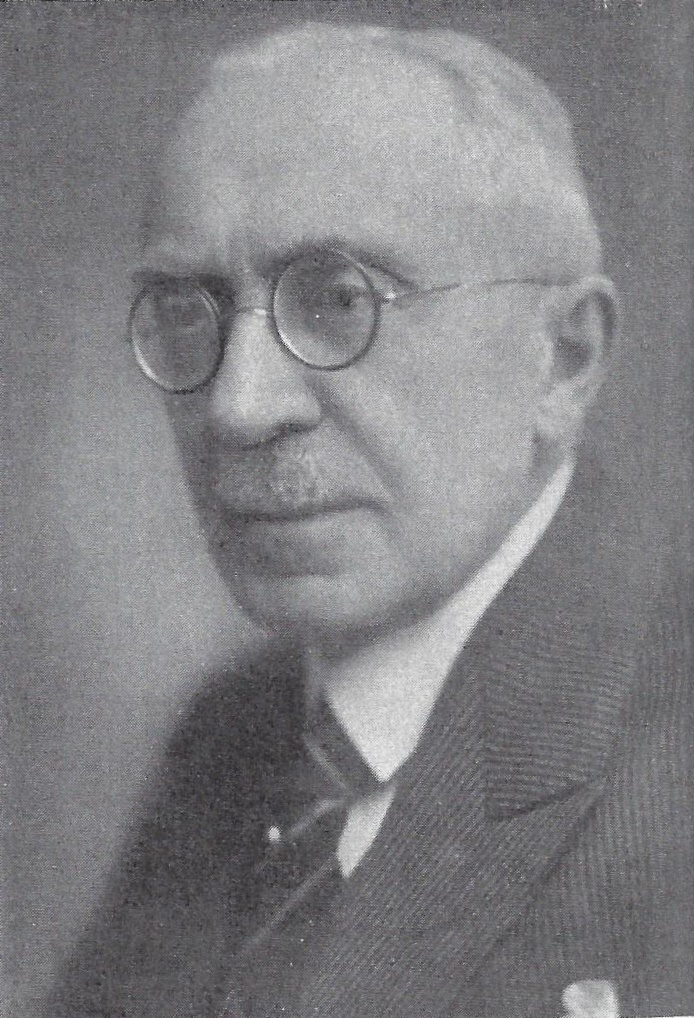
Ernst Ziehm

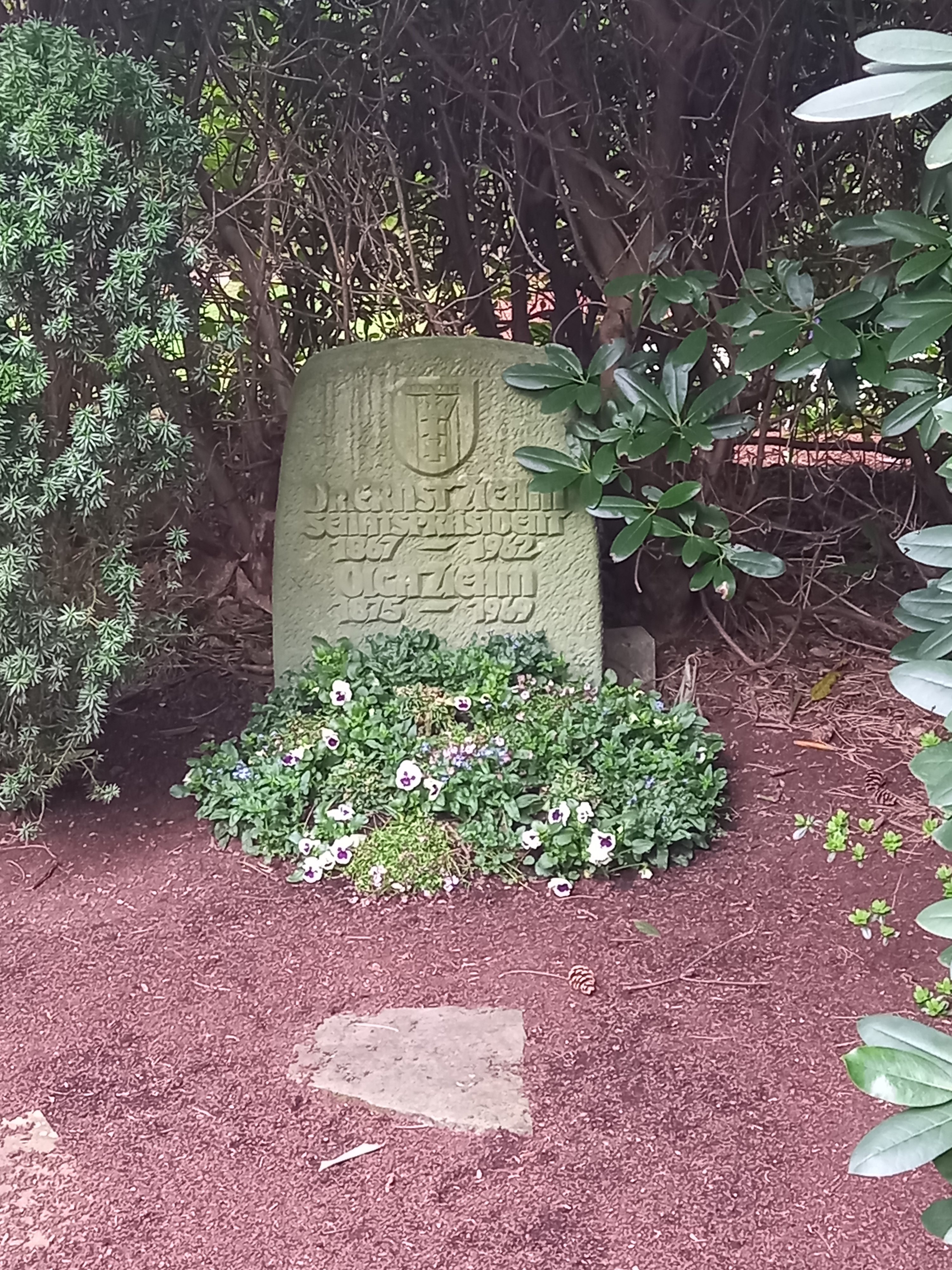
Das Grab von Ernst Ziehm und seiner Ehefrau Olga geborene Hardt auf dem Friedhof Bredeney in Essen

Ernst Ziehm (* 1. Mai 1867 in Damerau, Kreis Marienburg, Westpreußen; † 7. Juli 1962 in Timmendorfer Strand) war ein deutscher Verwaltungsjurist, Richter und Politiker (Deutschnationale Volkspartei der Freien Stadt Danzig). 

## Leben
Nachdem er 1887 das Abitur bestanden hatte, begann Ziehm an der Eberhard-Karls-Universität Tübingen Rechtswissenschaft und Staatswissenschaft zu studieren. Er wurde im Oktober 1888 im Corps Suevia Tübingen aktiv und erst nach einem Jahr, am 27. November 1889, recipiert. Ostern 1890 inaktiviert, wechselte er an die Universität Leipzig. Im selben Jahr schloss er sich dort auch dem Corps Misnia Leipzig an. Bis zu seinem Tod war er das letzte verbliebene Mitglied der Misnia. Als Inaktiver ging er schließlich an die Friedrich-Wilhelms-Universität Berlin. Nach dem Ersten Staatsexamen durchlief er in Westpreußen die Referendarausbildung in Strasburg in Westpreußen und Marienwerder. 1892 promovierte er in Leipzig zum Dr. iur.
Nach der Assessorprüfung (1896) wurde er 1897 ins Ausland beurlaubt. 1898 kam er zur Provinzialverwaltung Westpreußen in Danzig. Seit 1899 Amtsrichter in Strasburg (Uckermark), wurde er 1900 an das er Oberlandesgericht Marienwerder versetzt. Von 1905 bis 1914 war er Regierungsrat bei der Regierung in Oppeln in Oberschlesien. 1914 wurde er zum Verwaltungsgerichtsdirektor in Danzig ernannt. Bis 1920 war er zugleich stellvertretender  Regierungspräsident. Nach Aufgabe seines Richteramtes war er ab 1920 Abgeordneter der Danziger DNVP (nicht identisch mit der reichsdeutschen DNVP) im Volkstag und bis 1925 stellvertretender Senatspräsident (Regierungschef). Von 1922 bis 1930 amtierte er zugleich als Präsident des Oberverwaltungsgerichts Danzig. Er war maßgeblich an der Ausarbeitung der vom Völkerbund garantierten Verfassung für die Freie Stadt Danzig beteiligt.
Als der Senatspräsident Heinrich Sahm keine neue Koalition mehr bilden konnte, übernahm Ziehm 1931 die Senatspräsidentschaft. Der Senat Ziehm aus Deutscher Zentrumspartei und DNVP wurde im Volkstag von der NSDAP toleriert. Nach dem Sieg der NSDAP bei der Reichstagswahl März 1933 musste Ziehm im Sommer 1933 sein Amt an den Nationalsozialisten Hermann Rauschning abtreten. Ziehm zog sich aus dem politischen Leben zurück. Mit seiner Frau Olga geb. Hardt hatte er den Sohn Günther (* 1902) und die Tochter Wiltrud (* 1910).

## Werke
- Danzig, ein Problem der europäischen Politik. Danzig 1932.
- Aus meiner politischen Arbeit in Danzig 1914–1939 (Autobiografie). J. G. Herder-Institut, Marburg 1956, 1960.

## Ehrungen
- Großes Bundesverdienstkreuz mit Stern (1952)